# Jüdischer Friedhof (Rakovník)
Koordinaten: 50° 5′ 57,5″ N, 13° 44′ 37,7″ O

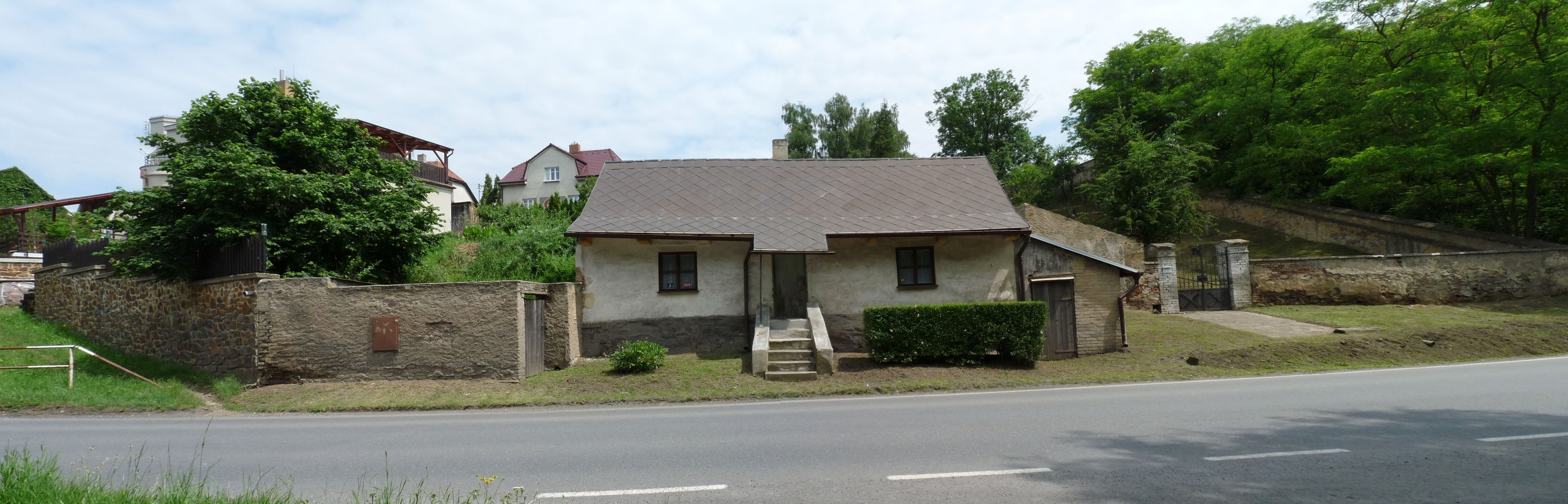
Ansicht des Friedhofs mit Taharahaus

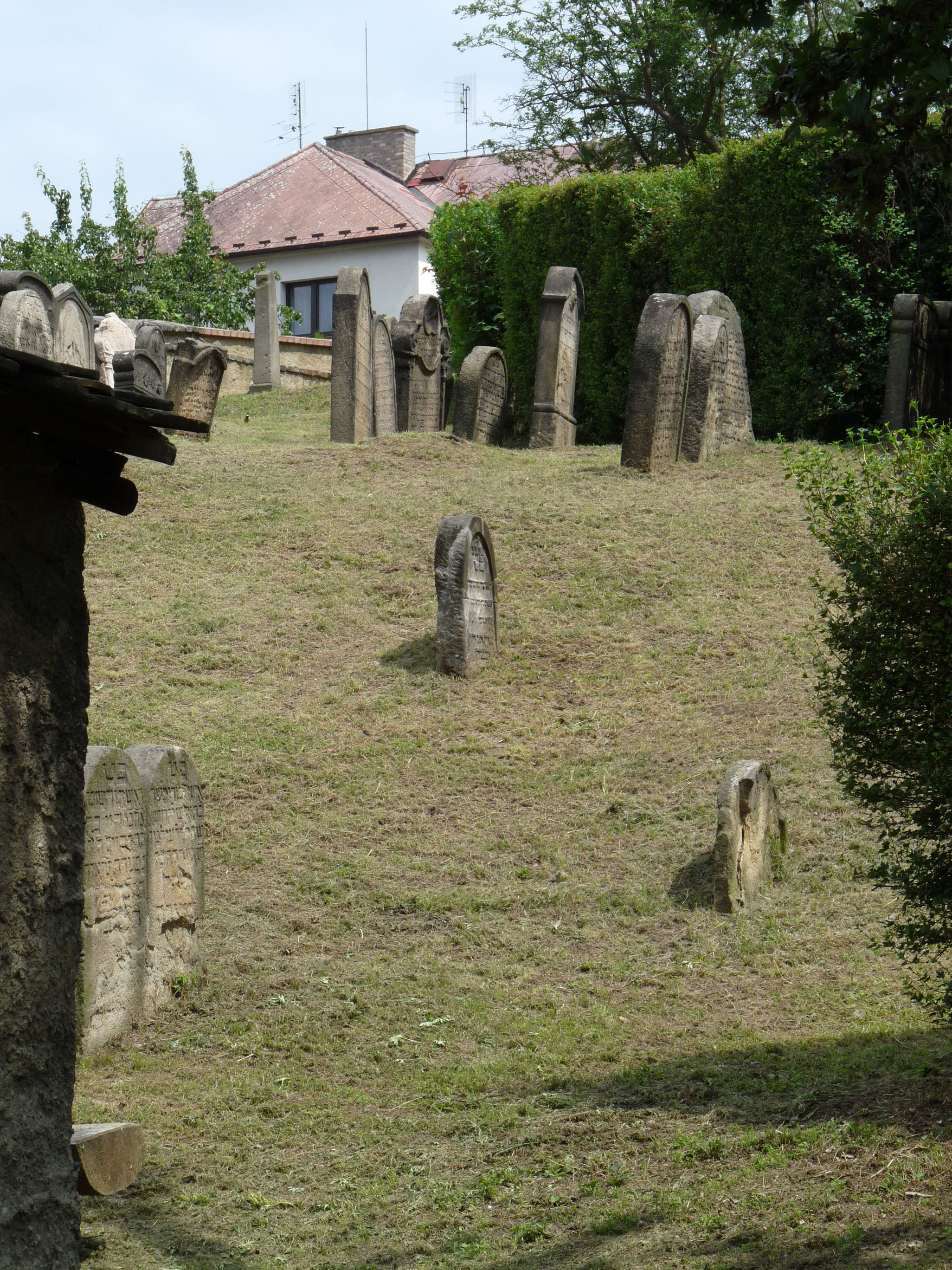
Grabsteine

Der Jüdische Friedhof in Rakovník (deutsch Rakonitz), einer Bezirksstadt in Tschechien in der Mittelböhmischen Region, wurde um 1635 angelegt. Der jüdische Friedhof, am Stadtrand gelegen, ist seit 1958 ein geschütztes Kulturdenkmal.
Der Friedhof wurde um 1635 angelegt und danach mehrmals erweitert. Aus dem 17. Jahrhundert sind noch einige Grabsteine vorhanden.